# John Hunter (gubernator)
John Hunter (ur. 29 sierpnia 1737 w Leith, zm. 13 marca 1821 w Londynie) – brytyjski wojskowy i administrator kolonialny, drugi gubernator Nowej Południowej Walii.

## Życiorys
Jego ojciec był kapitanem we flocie handlowej. John podjął studia na Uniwersytecie Edynburskim, ale szybko porzucił je, aby wstąpić do Royal Navy. Brał udział m.in. w wojnie o niepodległość USA. W 1780 uzyskał szlify oficerskie. W 1787 został zastępcą Arthura Phillipa jako dowódcy ekspedycji mającej założyć kolonię karną w Nowej Południowej Walii i tym samym zapoczątkować europejskie osadnictwo na kontynencie australijskim. Przebywał na Antypodach do 1792, po czym powrócił do Anglii.
Po rezygnacji Phillipa, w styczniu 1794 został mianowany nowym gubernatorem kolonii, jednak faktycznie rozpoczął urzędowanie dopiero we wrześniu następnego roku. Jego kadencja upłynęła pod znakiem niezwykle utrudniających rządzenie sporów między dwoma bardzo wpływowymi oficerami: zastępcą gubernatora Fracisem Grosem oraz Johnem Macarthurem. Jako część walki o władzę w kolonii, do Londynu słano anonimy opisujące rzekome nadużycia Huntera. W listopadzie 1799 zapadła decyzja o jego dymisji – z powodu opóźnień w komunikacji dowiedział się o niej w kwietniu 1800 roku. Po powrocie do kraju starał się oczyścić swe dobre imię, co do pewnego stopnia mu się udało – w 1807 został awansowany na kontradmirała, a w 1810 na wiceadmirała. Ostatnie lata życia spędził w Londynie, gdzie również zmarł. Na jego cześć nazwane zostały w Nowej Południowej Walii rzeka oraz dolina.